# El parásito
El parásito es un relato corto de Sir Arthur Conan Doyle. El relato hace referencia al conflicto entre razón y poderes sobrenaturales, así como a creencias espiritistas y vampirismo energético. 

## Argumento
El protagonista es un joven profesor de fisiología llamado Austin Gilroy, uno de cuyos compañeros se dedica a estudiar fenómenos ocultistas, ante el escepticismo de Gilroy. Un día su compañero le presenta a una mujer madura llamada Helen Penelosa, con una pierna paralizada y que afirma tener poderes psíquicos.
Ante el escepticismo de Gilroy, y para presentarle una evidencia creíble, la Srta. Penelosa sume a Agatha, la prometida de Gilroy en un estado de trance y al día siguiente se presenta en casa de Gilroy para decirle que rompe su compromiso sin dar mayores motivos. La Srta. Penelosa le explica a Austin que se trata de algo temporal, y poco después Agatha vuelve a su estado normal sin recordar nada de lo ocurrido.
Convencido del poder de la Srta. Penelosa, el profesor Gilroy acude a su casa para estudiar el alcance de sus poderes de sugestión mental, e incluso se somete voluntariamente a varias sesiones, aunque comienza a debilitarse y sentirse cansado.
Sin embargo, la Srta. Penelosa comienza a obsesionarse románticamente con el desafortunado Gilroy, y comienza a utilizar su poder para que le declare su amor. Sin embargo, Gilroy se da cuenta de las intenciones de la mujer y rompe con ella. La Srta. Penelosa, despechada, utiliza su poder para obligarle a realizar actos que lo ponen en apuros: comienza a comportarse de forma extravagante en sus clases, por lo que es cesado temporalmente de su puesto en la universidad; intenta robar un banco sin darse cuenta y el acto final llega cuando un día se encuentra sin darse cuenta en casa de su prometida Agatha con una botella de ácido. 
Por fortuna para Gilroy, su prometida tarda en llegar a la cita que habían concertado, con lo que la sugestión mental que le habían impuesto no surte efecto. Cuando Gilroy acude a casa de la Srta. Penelosa para ajustar cuentas con ella, descubre que ha muerto en el momento en que consiguió romper su sugestión.

## Adaptación cinematográfica
El escritor Patrick Roddy y el director Andrew Froemke adaptaron el relato al cine en 1997.
El escritor y director Adam Zanzie realizó un cortometraje adaptando el relato para el David Lynch Master's el 22 de noviembre de 2015. Zanzie escribió el guion y dirigió el cortometraje, que fue emitido comercialmente el 19 de julio de 2016 en el Tivoli Theatre de University City, Misuri. Más tarde se presentó en el Trash Film Festival en Vȁraždīn, Croatia en 2016.

## Edición en castellano
- Conan Doyle, Arthur (2020). El Parásito y otros cuentos de terror. Colección Gótica 121. Traducción Amando Lázaro Ros, cartoné, 688 páginas, 64 ilustraciones. Editorial Valdemar. ISBN 978-84-7702-913-7.
- El Parásito de Arthur Conan Doyle, incluido en VVAA, Vampiros extraños, Equipo Difusor del Libro, 2008, ISBN 9788495593474